# (11074) Kuniwake
(11074) Kuniwake est un astéroïde de la ceinture principale.

## Description
(11074) Kuniwake est un astéroïde de la ceinture principale. Il fut découvert le 23 septembre 1992 à Kitami par Kin Endate et Kazuro Watanabe. Il présente une orbite caractérisée par un demi-grand axe de 2,52 UA, une excentricité de 0,21 et une inclinaison de 5,1° par rapport à l'écliptique.

## Compléments